# رابونزل في تبات ونبات
رابونزل في تبات ونبات (بالإنجليزية: Tangled Ever After)‏ هو فيلم أمريكي كوميدي قصير محرك حاسوبياً من إنتاج والت ديزني أنيميشن ستوديوز. وصدر في الثالث عشر من يناير عام 2012. ويتمتع بتقييم 7.9 من عشرة على موقع iMDB. الفيلم من بطولة أصوات ماندي مور، زكاري ليفي، آلان دايل، و بول إف تومبكينس. ومن إخراج وتأليف ناثان جرينو وبايرون هوارد.

## القصة
تدور القصة بعد أحدث فيلم رابونزل حيث يتحدث هذا الفيلم القصير عن زواج يوجين (الملقب سابقاً بـ"فلين رايدر") من الأميرة رابونزل، وأثناء إتمام مراسم الزواج في الكنيسة يتدحرج الخاتمان من على الحصان ماكسيموس فما يكون منه إلا أن يركض خلفهما برفقة الحرباء باسكال في مطاردة كوميدية داخل المملكة للإتيان بهما قبل أن يطلبهما الكاهن.

## فريق التمثيل
- ماندي مور في دور رابونزيل
- زكاري ليفي في دور يوجين
- آلان دايل في دور الكاهن
- كاري والغرين في دور الملكة
- بايرون هوارد في دور حمامة

## الإنتاج والتوزيع
الفيلم من إنتاج والت ديزني كما انها قامت بتوزيعه عل كل من: كندا والولايات المتحدة الأمريكية وإسبانيا، وألمانيا،

## وصلات خارجية
- رابونزل في تبات ونبات على موقع IMDb (الإنجليزية)
- رابونزل في تبات ونبات على موقع روتن توميتوز (الإنجليزية)
- رابونزل في تبات ونبات على موقع ألو سيني (الفرنسية)
- رابونزل في تبات ونبات على موقع أول موفي (الإنجليزية)
- رابونزل في تبات ونبات على موقع قاعدة بيانات الفيلم (الإنجليزية)
- رابونزل في تبات ونبات على موقع ليتربوكسد (الإنجليزية)
- رابونزل في تبات ونبات على موقع كينوبويسك (الروسية)